# Alexander Evgenievic Karl Leo von Lagorio
Alexander (Evgen'evic) Karl Leo von Lagorio (* 15. August 1852 in Feodossija, Krim; † 25. März 1944 in München) war Professor der Mineralogie.

## Leben

### Herkunft und Familie
Alexander Evgen'evic von Lagorios Eltern waren der Landschaftsmaler Eugen Lagorio und Adelaide, geb. Bernadazzi. Mit seiner Ehefrau Julie Louise von Faltin (Tochter Alexander von Faltins) hatte Lagorio sieben Kinder, darunter der Filmkameramann und Pionier des Farbfilms Alexander von Lagorio. Der russische Maler Lew Felixowitsch Lagorio war sein Onkel.

### Werdegang
Lagorio studierte Mineralogie an der Kaiserlichen Universität Dorpat und hat sich vor allem um die Erforschung der Geologie der Krim und des Kaukasus verdient gemacht. 1896 wurde er zum korrespondierenden Mitglied der Russischen Akademie der Wissenschaften in Sankt Petersburg gewählt.

## Schriften
- Vergleichend-petrographische Studien über die massigen Gesteine der Krim, Dorpat 1880
- Die Andesite des Kaukasus, Dorpat 1878
- Microscopische Analyse ostbaltischer Gebirgsarten, Dorpat 1874